# Yoann Kowal
Pour les articles homonymes, voir Kowal.
Yoann Kowal, né le 28 mai 1987 à Nogent-le-Rotrou, est un athlète français spécialiste des courses de demi-fond, champion d'Europe du 3 000 mètres steeple en 2014 à Zurich.

## Biographie

### Enfance
Dès son enfance, Yoann Kowal court comme ses parents : Daniel Kowal, spécialiste du 3 000 m steeple, et Nadine, duathlète vice-championne de France. Dans sa ville natale de Nogent-le-Rotrou, il s'essaie d'abord à la gymnastique. À sept ans, ses parents divorcent et il suit sa mère à Périgueux où il essaye un court instant le judo puis le football. Un temps apprenti ébéniste, Kowal s'engage dans l'armée qui le détache pour pouvoir se préparer pour les compétitions.
En juniors, il participe aux Mondiaux de Pékin 2006 sur 3 000 m steeple. Fan de Mehdi Baala, il se tourne alors vers le 1 500 m.

### Débuts mitigés sur 1 500 m (2008-2012)
En 2008, Yoann Kowal remporte le titre du 1 500 m lors des Championnats de France « élite » dans le temps de 3 min 43 s 42 mais ne parvient pas à réaliser les minima de qualification pour les Jeux olympiques de Pékin.
Il se distingue sur la scène internationale dès l'année suivante en décrochant la médaille de bronze des Championnats d'Europe en salle de Turin en 3 min 44 s 75, devancé seulement par le Portugais Rui Silva et l'Espagnol Diego Ruiz. Vainqueur par la suite de son premier titre national de cross-country à Aix-les-Bains (cross court), il se classe sixième des Championnats d'Europe espoirs et troisième des Championnats d'Europe par équipes. Sélectionné pour les Championnats du monde de Berlin en août 2009, le Français ne parvient pas à franchir le cap des séries.
Yoann Kowal remporte son deuxième titre national sur 1 500 m à l'occasion des Championnats de France 2010 de Valence, devançant avec le temps de 3 min 45 s 04 le jeune espoir Florian Carvalho. Il se qualifie pour les Championnats d'Europe grâce à son temps de 3 min 35 s 14 (nouveau record personnel) établi le 10 juin au meeting Golden Gala de Rome. À Barcelone, le Français se classe cinquième de la finale dans le temps de 3 min 43 s 71, échouant à 17 centièmes de seconde du podium. Sélectionné dans l'équipe d'Europe lors de la première édition de la Coupe continentale à Split, Kowal prend la septième place en finale.
En 2011, il établit son record sur cette distance avec 3 min 33 s 75. Lors des séries du 1 500 m aux Championnats du monde d'athlétisme de Daegu, il prend la troisième place de sa série en 3 min 39 s 33, se qualifiant ainsi pour le tour suivant. Le surlendemain, Kowal prend la 8e place de sa demi-finale avec un temps de 3 min 37 s 44, échouant aux portes de la finale pour seulement deux centièmes de seconde,.
Le vendredi 9 mars 2012, lors des Championnats du monde d’athlétisme en salle à Istanbul, il se classe 6e de sa série au 3 000 m en 7 min 50 s 47, se qualifiant ainsi pour la finale. Le dimanche suivant, il prend la 10e place de la finale avec un temps de 7 min 47 s 81. Le 3 août, lors des Jeux olympiques de Londres, il finit troisième de sa course lors des séries du 1 500 m, avec un temps de 3 min 41 s 12. Deux jours plus tard, il termine 8e de sa demi-finale en 3 min 43 s 48, manquant à nouveau de deux dixièmes la qualification pour la finale,.

### Passage réussi au 3 000 m steeple (depuis 2013)
Au début de 2013, avec son entraîneur de toujours Patrick Petitbreuil, il prend la décision de passer au steeple. Le 9 juin, à Rabat pour sa rentrée, il explose son record personnel de neuf secondes et devient le cinquième performer français de tous les temps en 8 min 12 s 53. Deux mois plus tard, lors des Championnats du monde d'athlétisme à Moscou, Yoann Kowal prend la troisième place de sa série au 3 000 mètres steeple avec un temps de 8 min 23 s 74, derrière Conseslus Kipruto (8 min 22 s 31) et Paul Kipsiele Koech (8 min 22 s 88), se qualifiant automatiquement pour le tour suivant. Trois jours plus tard, il finit 8e de la finale en 8 min 17 s 41 dans une course remportée par Ezekiel Kemboi (8 min 6 s 01), et deuxième Européen.

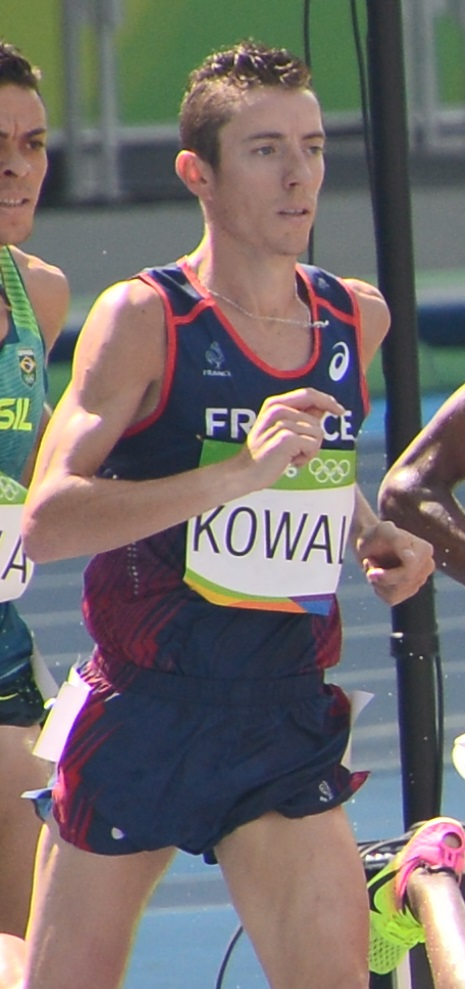
Yoann Kowal en série du 3000 m steeple aux Jeux olympiques, en août 2016.

Lors des Championnats d'Europe 2014 à Zurich, il remporte la médaille d'or sur 3 000 mètres steeple, à la suite de la disqualification de Mahiedine Mekhissi-Benabbad, exclu pour avoir enlevé son maillot avant la fin de l'épreuve,.
Le 22 août 2015, il finit quatrième de sa série du 3 000 m steeple lors des Championnats du monde à Pékin, avec un temps de 8 min 41 s 65, au terme d'une course très tactique. Étant donné que les deux autres séries étaient plus rapides, ce chrono est insuffisant pour espérer être repêché au temps pour la finale. Au mois d'octobre, Kowal remporte la médaille de bronze des Jeux mondiaux militaires en Corée du Sud sur 3 000 m steeple, en 8 min 26 s 71.
Le 22 mai 2016, à Rabat, le Français se classe 5e de la course en 8 min 18 s 48, se qualifiant ainsi pour les Championnats d'Europe d'Amsterdam et les Jeux olympiques de Rio. Lors de ces championnats, Kowal remporte la médaille de bronze derrière Mahiedine Mekhissi-Benabbad et le Turc Aras Kaya. Le 17 août, Kowal participe à la finale du 3 000 m steeple aux Jeux olympiques 2016 à Rio où il se classe dans un premier temps à la 6e place. Cependant, grâce à la réclamation portée par Mahiedine Mekhissi-Benabbad (disqualification du Kényan Ezekiel Kemboi), Yoann Kowal termine finalement à la 5e place tandis que Mekhissi décroche le bronze.
Le 8 juin 2017, lors du Golden Gala de Rome, il réussit les minimas pour les Championnats du monde de Londres en 8 min 15 s 63. Le 8 août 2017, lors de la finale des championnats du monde, il chute violemment contre une des barrières et, sans abandonner mais distancé, termine 13e de la course. Le 9 décembre 2017, il remporte la Course Titzé de Noël à Sion, en Suisse, dans le temps de 19 min 34 s. Le 25 mars 2018, il bat son record sur 10 km sur route à Moirans avec un temps de 28 min 42 s.
Le 9 août 2018, Kowal échoue au pied du podium des championnats d'Europe de Berlin. Le 8 décembre, il termine deuxième de la Course Titzé de Noël en 19 min 46 s.
Il remporte la médaille de bronze du 3 000 mètres steeple aux Jeux mondiaux militaires de 2019 à Wuhan.
Il se fait opérer d'une fissure au talon fin décembre 2020. Lors du lancement de sa préparation pour une qualification aux Jeux olympiques de Tokyo, la fissure se rouvre pendant un stage à Tenerife en février 2021. Il prend alors la décision de subir une deuxième intervention chirurgicale au pied, ce qui met une croix sur sa qualification pour les Jeux olympiques de Tokyo, décalés à l'été 2021 du fait de la pandémie de Covid-19.
Aux Championnats de France d'athlétisme 2023, il gagne la médaille de bronze sur 3 000 mètres steeple à Albi.

## Palmarès

### International
| Date | Compétition                          | Lieu           | Résultat | Épreuve          | Temps           |
| ---- | ------------------------------------ | -------------- | -------- | ---------------- | --------------- |
| 2007 | Championnats d'Europe espoirs        | Debrecen       | 11e      | 3 000 m st.      | 9 min 41 s 75   |
| 2007 | Jeux mondiaux militaires             | Hyderabad      | 3e       | 3 000 m st.      | 8 min 45 s 16   |
| 2009 | Championnats d'Europe en salle       | Turin          | 3e       | 1 500 m          | 3 min 44 s 75   |
| 2009 | Championnats d'Europe par équipes    | Leiria         | 3e       | 1 500 m          | 3 min 42 s 73   |
| 2009 | Championnats d'Europe espoirs        | Kaunas         | 6e       | 1 500 m          | 3 min 51 s 98   |
| 2010 | Championnats d'Europe                | Barcelone      | 5e       | 1 500 m          | 3 min 43 s 71   |
| 2010 | Coupe continentale                   | Split          | 7e       | 1 500 m          | 3 min 39 s 30   |
| 2012 | Championnats du monde en salle       | Istanbul       | 10e      | 3 000 m          | 7 min 47 s 81   |
| 2013 | Championnats d'Europe en salle       | Göteborg       | 4e       | 3 000 m          | 7 min 50 s 89   |
| 2013 | Championnats d'Europe par équipes    | Gateshead      | 3e       | 3 000 m st.      | 8 min 38 s 76   |
| 2013 | Championnats du monde                | Moscou         | 8e       | 3 000 m st.      | 8 min 17 s 41   |
| 2013 | Jeux de la Francophonie              | Nice           | 2e       | 3 000 m st.      | 8 min 43 s 79   |
| 2014 | Championnats d'Europe par équipes    | Brunswick      | 1er      | 3 000 m st.      | 8 min 25 s 50   |
| 2014 | Championnats d'Europe                | Zurich         | 1er      | 3 000 m st.      | 8 min 26 s 66   |
| 2015 | Championnats d'Europe par équipes    | Tcheboksary    | 9e       | 3 000 m st.      |                 |
| 2015 | Jeux mondiaux militaires             | Mungyeong      | 3e       | 3 000 m st.      | 8 min 26 s 71   |
| 2016 | Championnats d'Europe                | Amsterdam      | 3e       | 3 000 m st.      | 8 min 30 s 79   |
| 2016 | Jeux olympiques                      | Rio de Janeiro | 5e       | 3 000 m st.      | 8 min 16 s 75   |
| 2017 | Championnats d'Europe par équipes    | Lille          | 4e       | 3 000 m          |                 |
| 2017 | Championnats du monde                | Londres        | 13e      | 3 000 m st.      | 8 min 34 s 53   |
| 2017 | Course Titzé de Noël                 | Sion           | 1er      | Course populaire | 19 min 34 s     |
| 2017 | Championnats d'Europe                | Berlin         | 4e       | 3 000 m st.      | 8 min 36 s 77   |
| 2017 | Course Titzé de Noël                 | Sion           | 2e       | Course populaire | 19 min 46 s     |
| 2019 | Championnats d'Europe en salle       | Glasgow        | 9e       | 3 000 m          | 8 min 02 s 85   |
| 2019 | Championnats d'Europe par équipes    | Bydgoszcz      | 7e       | 3 000 m st.      | 8 min 40 s 60   |
| 2019 | Jeux mondiaux militaires             | Wuhan          | 3e       | 3 000 m st.      | 8 min 29 s 72   |
| 2022 | Semi-marathon international de Lille | Lille          | 10e      | Semi marathon    | 1h 02 min 17 s  |
| 2022 | 10 km de Lacq                        | Lacq           | 1er      | 10 km sur route  | 29 min 36 s     |
| 2023 | Marathon de Paris                    | Paris          | 15e      | Marathon         | 2 h 14 min 56 s |

### National
| Année | Compétition                             | Lieu              | Résultat | Épreuve     |
| ----- | --------------------------------------- | ----------------- | -------- | ----------- |
| 2008  | Championnats de France                  | Albi              | 1er      | 1 500 m     |
| 2009  | Championnats de France de cross-country | Aix-les-Bains     | 1er      | Cross court |
| 2010  | Championnats de France                  | Valence           | 1er      | 1 500 m     |
| 2012  | Championnats de France                  | Angers            | 2e       | 1 500 m     |
| 2013  | Championnats de France                  | Paris             | 3e       | 3 000 m st. |
| 2014  | Championnats de France                  | Reims             | 1er      | 3 000 m st. |
| 2015  | Championnats de France                  | Villeneuve-d'Ascq | 1er      | 3 000 m st. |
| 2017  | Championnats de France                  | Marseille         | 1er      | 3 000 m st. |
| 2018  | Championnats de France de cross-country | Plouay            | 3e       | Cross long  |
| 2018  | Championnats de France                  | Albi              | 3e       | 3 000 m st. |
| 2019  | Championnats de France en salle         | Miramas           | 3e       | 3 000 m     |
| 2019  | Championnats de France                  | Saint-Étienne     | 2e       | 3 000 m st. |
| 2023  | Championnats de France                  | Albi              | 3e       | 3 000 m st. |

## Records
| Épreuve   | Épreuve         | Performance   | Lieu              | Date            |
| --------- | --------------- | ------------- | ----------------- | --------------- |
| Plein air | 1 500 m         | 3 min 33 s 75 | Paris Saint-Denis | 8 juillet 2011  |
| Plein air | 3 000 m         | 7 min 45 s 11 | Paris Saint-Denis | 27 août 2016    |
| Plein air | 3 000 m steeple | 8 min 12 s 53 | Rabat             | 9 juin 2013     |
| En salle  | 1 500 m         | 3 min 38 s 07 | Stuttgart         | 5 février 2011  |
| En salle  | 3 000 m         | 7 min 44 s 26 | Liévin            | 14 février 2012 |
| Route     | 10 km           | 28 min 42 s   | Moirans           | 25 mars 2018    |
| Route     | Semi Marathon   | 1h 2 min 17 s | Lille             | 20 mars 2022    |
| Route     | Marathon        | 2h 14 m 57 s  | Paris             | 2 avril 2023    |

### Ouvrage de référence
- Gérald Massé et Romain Léger, Les exploits des sportifs d'Eure-et-Loir : 1965-2015, Dreux, Antipodes, octobre 2015, 336 p. (ISBN 978-2-9553628-0-8)

1. ↑  Athlétisme - 2014 / Yoann Kowal : l'histoire d'une incroyable soirée, p. 286
2. 1 2 3 4 5 6 7 8 9 10  Athlétisme - 2014 / Yoann Kowal : l'histoire d'une incroyable soirée, p. 287
3. 1 2  Athlétisme - 2014 / Yoann Kowal : l'histoire d'une incroyable soirée / Repères, p. 290

### Autres références
1. ↑  (en) Résultats des Championnats d'Europe en salle 2009, EAA, consulté le 13 décembre 2010
2. ↑  Résultats des Championnats de France 2010, Fédération française d'athlétisme, 8 juillet 2010
3. ↑  « les Résultats des Compétitions », sur bases.athle.com (consulté le 20 octobre 2016)
4. 1 2  « les Résultats des Compétitions », sur bases.athle.com (consulté le 22 octobre 2016)
5. ↑  « Mondiaux d'athlétisme : le Périgourdin Yoann Kowal en finale du 3 000 m steeple », sur SudOuest.fr (consulté le 20 octobre 2016)
6. ↑  Photo AFP, « Athlétisme : Yoann Kowal termine huitième à Moscou », sur SudOuest.fr (consulté le 20 octobre 2016)
7. ↑  « Mekhissi, à s'en mordre les doigts ! », sur lequipe.fr, 14 août 2014
8. ↑  M.V. à Pékin, « Championnats du monde : Yoann Kowal sorti d'entrée sur 3000m steeple », L'Équipe.fr,‎ 22 août 2015 (lire en ligne, consulté le 19 octobre 2016)
9. ↑  « Conseslus Kipruto facile sur le 3000m steeple », sur L'Equipe.fr (consulté le 22 mai 2016)
10. ↑  « Mekhissi en or, une revanche sur 2014 », 8 juillet 2016 (consulté le 11 juillet 2016)
11. 1 2  « IAAF: Report: men's 3000m steeplechase final – Rio 2016 Olympic Games| News | iaaf.org », sur iaaf.org (consulté le 17 août 2016)
12. ↑  « Diamond League de Rome : Lemaitre et Kowal en route pour Londres », sur ATHLE.FR (consulté le 9 juin 2017)
13. ↑  Rafael Dubourg, « C'est le sport… », Sud Ouest édition Dordogne,‎ 9 août 2017, p. 29.
14. ↑  « Course Titzé de Noël », sur athle.ch, 9 décembre 2017
15. ↑  « Athlétisme : Yoann Kowal et Solène Ndama sont passés près aux Championnats d’Europe », Sud Ouest,‎ 9 août 2018 (lire en ligne, consulté le 10 août 2018)
16. ↑  « Bekele et Akhmadeev à très haut niveau à Sion », sur athle.ch
17. ↑  « Jeux mondiaux militaires: record de médailles! », sur www.sports.defense.gouv.fr, 24 octobre 2019 (consulté le 26 octobre 2019)
18. ↑  Adrien Larelle, « Une médaille qui laisse Yoann Kowal dans le flou », Sud Ouest édition Dordogne, 31 juillet 2023, p. 18.
19. ↑  « Les résultats des semi-marathons de Lille et New York 2022 », sur Vo2, 21 mars 2022 (consulté le 2 mai 2022)
20. ↑  « Le champion d’Europe Yoann Kowal et Laura Vignot impériaux sur le 10 km de Lacq + le classement », sur LaRepubliqueDesPyrenees (consulté le 2 mai 2022)

18.  « Pour son deuxième semi-marathon, Yoann Kowal fait encore mieux que sur le premier », Ouest France, 21 mars 2022.